# Safe (serie de televisión)
Safe  es una miniserie británica de Netflix creada por Harlan Coben y protagonizada por Michael C. Hall, Amanda Abbington, Hannah Arterton y Marc Warren, entre otros. Se estrenó el 10 de mayo de 2018 y cuenta con 8 capítulos.

## Sinopsis
La trama ronda alrededor de Tom Delaney (Michael C. Hall), cirujano pediatra y padre viudo de dos hijas adolescentes que tratará de encontrar a su hija mayor desaparecida en una comunidad de vecinos donde los secretos pueden guardar peligros inimaginables para el protagonista. 
Esta comunidad cerrada de vecinos es un barrio acomodado de Reino Unido. Un día el padre se despide de su hija sin saber que así comenzará un desfile de piezas de dominó que caerán una tras otra para destapar los secretos mejor guardados de sus seres queridos y conocidos.

## Elenco
- Michael C. Hall como Tom Delaney
- Amy James-Kelly como Jenny Delaney
- Isabelle Allen como Carrie Delaney
- Marc Warren como Pete Mayfield
- Hannah Arterton como Emma Castle
- Amanda Abbington como Sophie Mason
- Emmett J. Scanlan como Josh Mason
- India Fowler como Ellen Mason
- Louis Greatorex como Henry Mason
- Freddie Thorp como Chris Chahal
- Audrey Fleurot como Zoé Chahal
- Joplin Sibtain como Neil Chahal
- Imogen Gurney como Tilly Chahal
- Amy-Leigh Hickman como Sia Marshall
- Nigel Lindsay como Jojo Marshall
- Laila Rouass como Lauren Marshall
- Milo Twomey como Archie "Bobby" Roberts
- Hero Fiennes-Tiffin como Ioan Fuller
- Karen Bryson como Helen Crowthorne